# Demiwka (obwód winnicki)
Demiwka (ukr. Демівка) – wieś na Ukrainie, w obwodzie winnickim, w rejonie hajsyńskim, w hromadzie Olhopil. W 2001 roku liczyła 1785 mieszkańców.
Pierwsze pisemne wzmianki o wsi pochodzą z XVII wieku. Miejscowość była własnością Lubomirskich. W XIX i na początku XX wieku siedziba wołości w ujeździe olgopolskim, w guberni podolskiej.

## Urodzeni w Demiwce
- Julia Świtalska –  polska lekarz dermatolog, doktor wszech nauk lekarskich, specjalistka i pionierka kosmetyki, autorka publikacji, działaczka niepodległościowa, porucznik Legionów Polskich[2].